# ロムジー
ロムジー（Romsey）は、イギリス, イングランド南部、 ハンプシャーにある小さなマーケットタウン。サウサンプトンの北西11kmに位置し、ウィンチェスターの南西18kmに位置する。南東にはニューフォレスト国立公園が近い。鱒釣りのフライ・フィッシングで有名なテスト川の畔りにある。
日本語表記としてはラムジーなども用いられるが、ロムジーが原音に近い。

## 概要

ロムジーにあるテスト川

ロムジーは中世以来のマーケットタウンでもあり、中心部には歴史的なマーケット・スクエアが現存している。
ロムジー修道院の創建は10世紀に遡ると伝えられる。発展を続け、村は作物を供給するため修道院の周辺で発展していったが、993年になってヴァイキングが村を略奪し、最初の教会を焼き払った。しかし、1000年頃に石造の教会が再建され、村もすぐに復興した。修道院は繁栄し、貴族の子供らの学問の府として有名になった。
テューダー朝の時代には、羊毛、毛織物の生産で栄えたほか、交通路の結節点として流通拠点としての役割も果たした。
18世紀アンドーヴァー運河の開通で産業は成長し続けたが、1847年の鉄道開通以降の成長は減速した。

## 観光地など

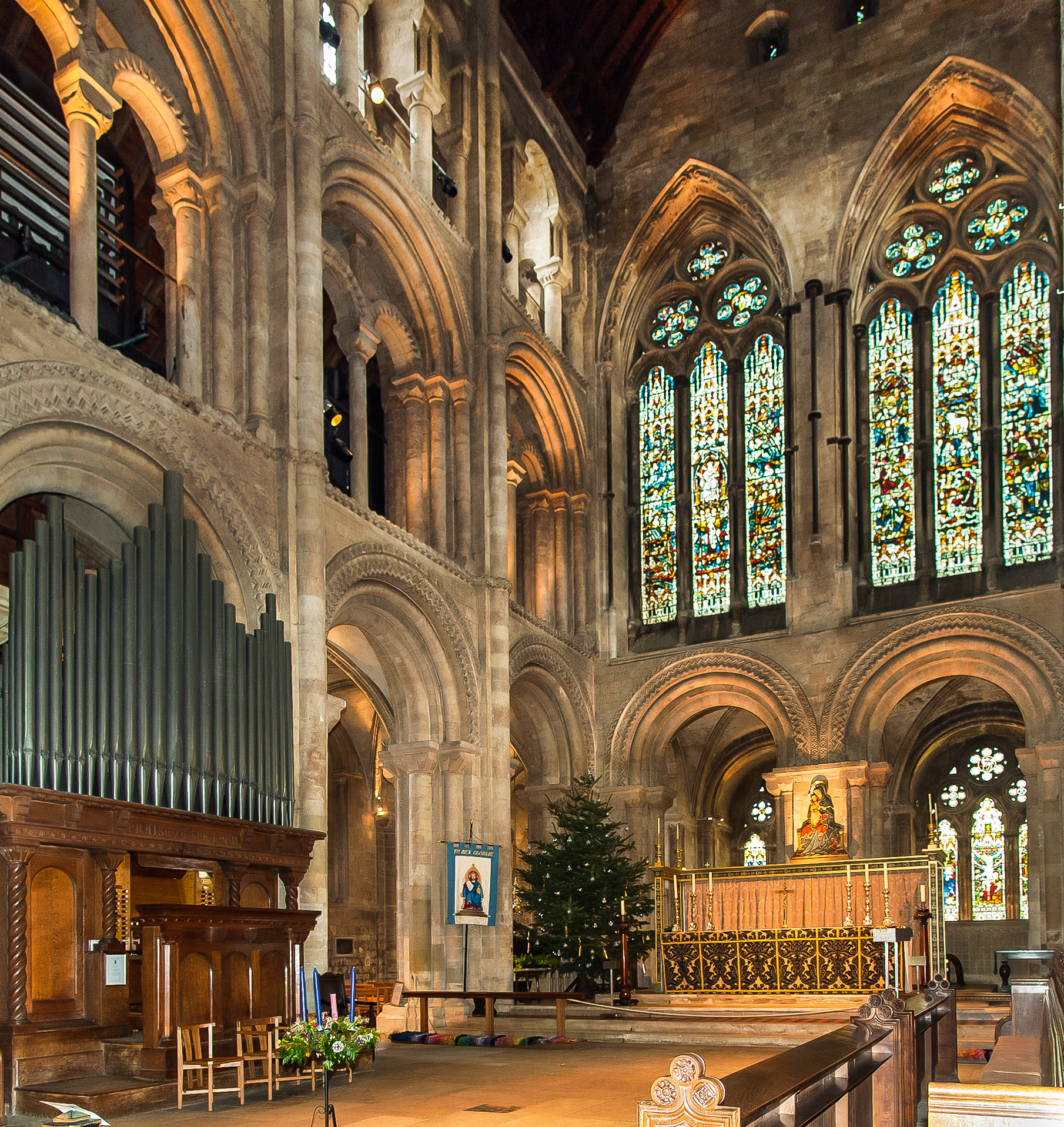
ロムジー修道院

- ロムジー修道院 - 10世紀に建設が開始された、 ハンプシャーで最大教区を持つ教会。
- ブロードランズ (Broadlands) - マウントバッテン家所有の屋敷。
- サドラーズ・ミル (Sadler's Mill) - ロムジーの西の端にある、18世紀の水車小屋である。テスト川の川岸に建っている。
- モティスフォント修道院 (Mottisfont Abbey) - 11世紀に建設が開始されたアウグスティヌス会の修道院、カントリー・ハウス及びオールドローズのナショナル・コレクションの庭園。現在ナショナル・トラストにより管理されて現存する。古いレンガ塀に囲まれたローズ・ガーデンに、バラの栽培家でありガーデンライターでもあるグラハム・スチュアート・トーマス (Graham Stuart Thomas) のコレクションを基にして1972年に造られた。

## 交通
グレート・ウェスタン・レールウェイのウェセックス ・メイン線のロムジー駅が存在する。
M27モーターウェイはイングランド南部の都市を結び、ロムジー南方5kmを走る。M3モーターウェイはロンドンへの直通である。

## 姉妹都市
- パインポル、フランス
- バッテンベルク, ドイツ

## 出身人物
- ルイス・マウントバッテン - インドの総督、第一海軍卿
- フローレンス・ナイチンゲール - 看護師、社会起業家、統計学者、看護教育学者
- ウィルバート・オードリー - キリスト教聖職者、汽車のえほんシリーズの作者
- ヘンリー・ジョン・テンプル (第3代パーマストン子爵)、1840年からロムジーに住んでた。
- ウィリアム・ペティ - 医師、測量家、経済学者